# Kevin McDonald (acteur)
Pour les articles homonymes, voir Kevin McDonald et McDonald.
Kevin McDonald est un acteur, scénariste et réalisateur canadien né le 16 mai 1961 à Montréal (Canada).

## Filmographie

### Comme acteur
- 1988 : The Kids in the Hall ("The Kids in the Hall") (série télévisée) : Various characters
- 1991 : Zandalee : Drug Dealer
- 1995 : Saving Souls : Featured Church Follower
- 1995 : Alarme totale (National Lampoon's Senior Trip) : Travis Lindsey
- 1996 : Kids in the Hall: Brain Candy : Dr. Chris Cooper / Doreen / Chris' dad / Lacey
- 1997 : The Wrong Guy (en) : Motel Manager
- 1998: That '70s show : Pastor Dave
- 1998 : Boy Meets Girl (en) de Jerry Ciccoritti : Jack
- 1998 : The Godson (en), de Bob Hoge : Guppy Calzone
- 1999 : Dinner at Fred's : Fred
- 1999 : Galaxy Quest : Announcer
- 2000 : Un homme à femmes (The Ladies Man) de Reginald Hudlin : Mail Man
- 2001 : Sketch Pad (série télévisée) : Kids in the Hall
- 2001 : The Santa Claus Brothers (TV) : Mel
- 2002 : Kids in the Hall: Tour of Duty (vidéo) : Various
- 2002 : The Water Game : Paul
- 2002 : Lilo et Stitch : Agent Pleakley (voix)
- 2002 : The True Meaning of Christmas Specials (TV) : The Ghost of Christmas Specials Yet To Come
- 2003 : Stitch! The Movie (vidéo) : Pleakley (voix)
- 2003 : Sick in the Head (TV)
- 2004 : Zeroman (série télévisée) : Rusty Woodenwater (voix)
- 2005 : Catscratch (série télévisée) : Waffle
- 2005 : L'École fantastique (Sky High) de Mike Mitchell : Mr. Medulla
- 2005 : Lilo et Stitch 2 (vidéo) : Pleakley (voix)
- 2006 : Leroy et Stitch (vidéo) : Pleakley
- 2007 : Big Movie  : Harry Potter

### Comme scénariste
- 1996 : Kids in the Hall: Brain Candy
- 1999 : The Martin Short Show (série télévisée)
- 2002 : Kids in the Hall: Tour of Duty (vidéo)

### Comme réalisateur
- 1988 : The Kids in the Hall ("The Kids in the Hall") (série télévisée)*